# Ernest Périgois
Ernest Périgois, né le 25 avril 1819 à La Châtre en France et mort dans la même commune le 10 novembre 1906, est un homme politique français.

## Biographie
Ernest Périgois est le fils d'un receveur de l'enregistrement, Hyacinthe Périgois, et le petit-fils du député Charles Périgois. Il fait des études de droit et devient avocat.
Il se lie d'amitié avec Alphonse Fleury et Jules Néraud et épouse en 1847 la fille de ce dernier, Angèle. C'est par eux qu'il entre dans l'entourage de George Sand.
Sous le Second Empire, il est suspect et doit même s'exiler en 1858 en Italie et à Bruxelles. Amnistié en 1859, il se tient à l'écart de la politique jusqu'à la fin du régime.
Le 4 septembre 1870, il est nommé secrétaire général de la préfecture de l'Indre. En 1871, il est conseiller général du canton de Châteauroux. De 1880 à 1881, il est préfet de la Creuse. Il est député de l'Indre de 1881 à 1885, siégeant à gauche et soutenant les gouvernements opportunistes.
Le musée de La Châtre (Indre) conserve un portrait de lui, œuvre du peintre Alcide Boichard datée de 1846.
Il possédait le château de Limanges, à Mouhers.